# Şyhazberdi Öwelekow
Şyhazberdi Orazberdiýewiç Öwelekow (ur. 16 grudnia 1993) – turkmeński zapaśnik walczący w stylu klasycznym. Zajął 39. miejsce na mistrzostwach świata w 2019. Brązowy medalista igrzysk azjatyckich w 2018 i halowych igrzysk azjatyckich w 2017 roku.